# Шлегово
Шлегово (мкд. Шлегово) је насеље у Северној Македонији, у северном делу државе. Шлегово је у оквиру општине Кратово.

## Географија
Шлегово је смештено у северном делу Северне Македоније. Од најближег града, Куманова, село је удаљено 60 km источно.
Село Шлегово се налази у историјској области Осогово. Насеље је положено на западним падинама Осоговских планина, на приближно 780 метара надморске висине.
Месна клима је планинска због знатне надморске висине.

## Историја
У месту "Шљегово" је радила српска народна школа између 1871-1875. године.

## Становништво
Шлегово је према последњем попису из 2002. године имало 373 становника. Од тога огромну већину чине етнички Македонци.
Претежна вероисповест месног становништва је православље.

## Познате личности
- Димитар Јакимов, бугарски фудбалер